# کریم صدام
کریم صدام (انگلیسی: Karim Saddam؛ زادهٔ ۲۶ مهٔ ۱۹۶۰) یک بازیکن فوتبال اهل عراق است.
وی همچنین در تیم ملی فوتبال عراق بازی کرده است.